# Vetrnik
Vetrnik – wieś w Słowenii, w gminie Kozje. W 2018 roku liczyła 127 mieszkańców.